# Augsburger Diakonissenanstalt

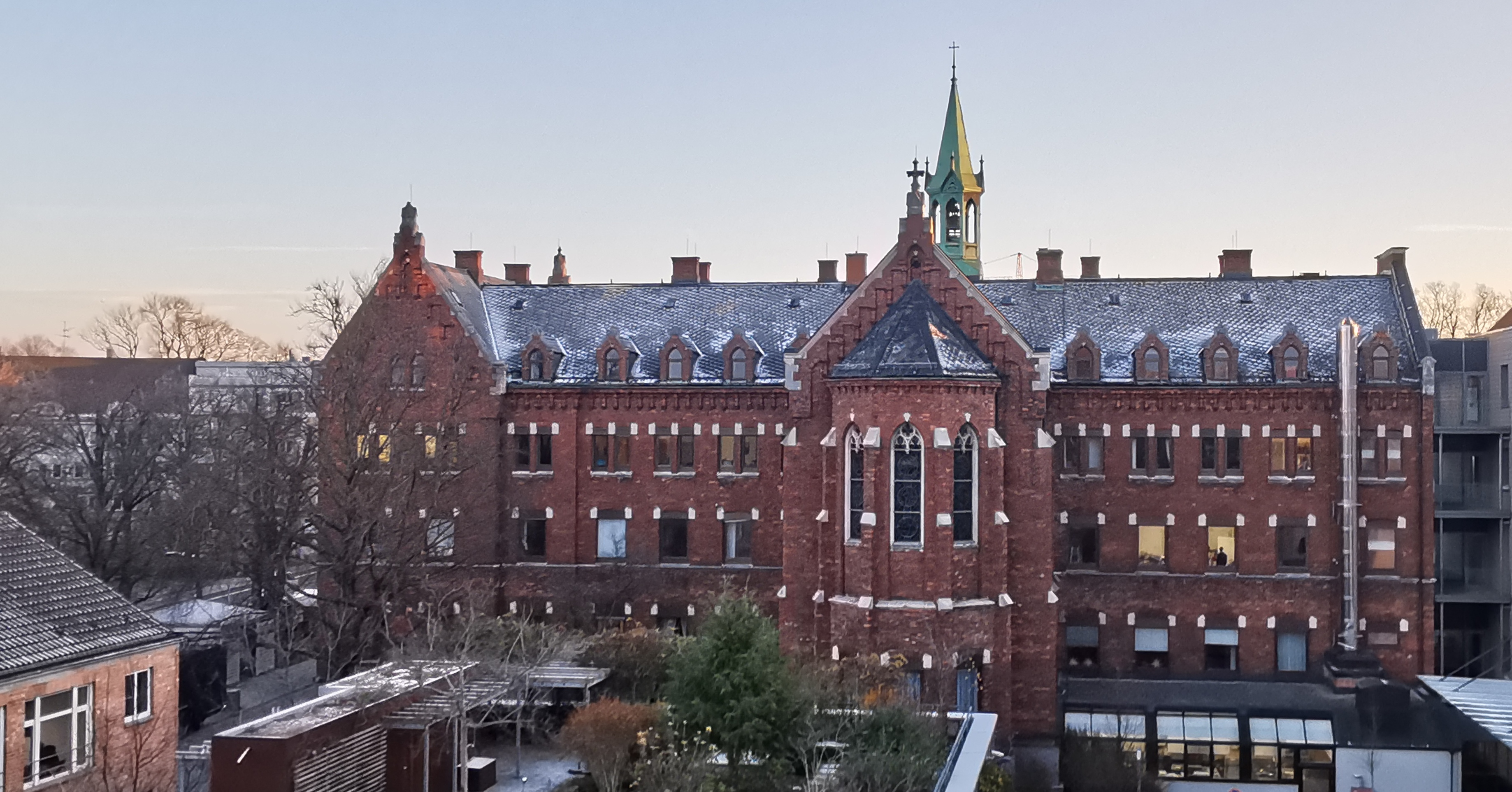
Mutterhauskirche in der diako (rückwärtig)

Die  Evangelische Diakonissenanstalt Augsburg wurde am 15. Oktober 1855 auf Empfehlung von Theodor Fliedner, dem Begründer der Diakonissenanstalt in Kaiserswerth, als eigenes Mutterhaus gegründet. Sie bot unverheirateten Frauen eine berufliche Perspektive als Diakonisse im Dienst der evangelischen Kirche. Arbeitsfelder waren zunächst die Kranken- und Altenpflege, Kinderbetreuung sowie der Dienst als Gemeindeschwester. Bis 1912 wuchs die Zahl der Augsburger Diakonissen von einem Dutzend auf 312 Schwestern an.

## Geschichte
Der Nachlass der Gräfin Stephanie Guiot du Ponteil schuf im Jahr 1886 die Grundlage für den Neubau eines Mutterhauses sowie die Erweiterung der Arbeitsbereiche, darunter auch die Errichtung des Diakonissenkrankenhauses Augsburg.
Im Jahr 1913 wurde das erste Feierabendhaus, ein Altersheim für die Schwestern, eröffnet. Durch die staatliche Anerkennung des Kindergärtnerinnenseminars wurde die Grundlage für die spätere Erzieherinnenausbildung gelegt. Mit 589 Schwestern erreichte die Zahl der Augsburger Diakonissen im Jahr 1936 ihren Höchststand.
Im Jahr 1935 war die Diakonissenanstalt Konferenzort für die Bekennende Kirche (Zur Verfügung gestellt hatte die Räumlichkeiten der frühere Rektor und dort mit seiner Familie lebende Pfarrer Heinrich Kern).
1967 wurde ein neues Seminargebäude eingeweiht, das 1968 zu einer „Fachschule für Sozialpädagogik“ und 1973 zur Fachakademie für Sozialpädagogik der Evangelischen Diakonissenanstalt Augsburg wurde. 2005 zog die Fachakademie für Sozialpädagogik in der Hooverstraße in Augsburg-Kriegshaber um.
In Trägerschaft der Diakonissenanstalt befindet sich zudem ein Tagungshaus. 
Mit dem Diakonat als neuer Ausbildung ging die Diakonissenanstalt (jetzt „diako“) neue Wege in der geistlichen Qualifizierung ihrer Mitarbeitenden. Damit will sich die Einrichtung für die Zeit vorbereiten, in der keine Diakonissen mehr im aktiven Dienst sind. So ist die letzte Schwester, die in eine Gemeinde ausgesandt war, bereits 2003 in das Mutterhaus zurückgekehrt. 
Der Diakonissenanstalt stehen traditionell eine Oberin und ein Rektor (etwa Heinrich Kern von 1925 bis 1927) vor. Oberin ist mit Pfarrerin Christiane Ludwig erstmals in der Geschichte des „diako“ keine Diakonisse. Dr. Jens Colditz führt das „diako“ seit 2019 als Rektor und Vorstandsvorsitzender.